# Área Reserva Cinturón Ecológico
Área Reserva Cinturón Ecológico (conocida también como Zona de Reserva) es una localidad argentina del partido de Avellaneda en la zona sur del Gran Buenos Aires.
Se encuentra sobre la costa del Río de la Plata.

## Población
Contaba con 3,408 habitantes (Indec, 2001), siendo el componente menos poblado del partido.
Actualmente se encuentra cerrado al público. 